# Oku Mumeo
Oku Mumeo (奥むめお) (Fukui, 24 de octubre de 1895 - Shinjuku, 7 de julio de 1997)  fue una política feminista japonesa que contribuyó a impulsar el movimiento sufragista en Japón. Asumió un papel relevante en diversos movimientos por los derechos de las mujeres y en el movimiento de defensa de los consumidores. Fue una conocida activista en los años 1920 y fundó la Asociación de las Nuevas Mujeres junto con Hiratsuka Raichō e Ichikawa Fusae. Fue miembro de la Cámara de Consejeros durante tres legislaturas, entre 1947 y 1965.

## Biografía
Oku Mumeo fue la hija mayor de un herrero de tercera generación. Nació el 24 de octubre de 1895 fuera de Fukui. A su padre no le gustaba trabajar de herrero, por lo que urgió a su hija a formarse. Su madre murió de tuberculosis el 3 de noviembre de 1910 cuando aún era demasiado joven para tener muchos recuerdos de ella. Decidió proseguir su educación en la Universidad de Mujeres de Japón en 1912. Su padre murió a mediados de febrero de 1918 a la edad de 42 años.
A finales de 1919, recibió una visita de Hiratsuka Raichō, quien le preguntó si estaría interesada en cofundar una nueva organización, la Asociación de las Nuevas Mujeres, con el propósito de reclamar a la 42.ª Dieta que reformase el Artículo 5 de las Regulaciones de Seguridad de la Policía y que impidiese que contrajesen matrimonio los hombres infectados con una enfermedad venérea. Tras fracasar la iniciativa para la revisión del Artículo 5, Ichikawa Fusae renunció a su posición de presidenta de la asociación y partió para Estados Unidos, y Raichō se fue a la falda del Monte Akagi en la prefectura de Gunma, dejando a Oku como presidenta de la asociación. Al final, el 25 de marzo de 1922, Oku Mumeo y la Asociación de las Nuevas Mujeres tuvo éxito en su cometido de revisar el artículo 5 en la última sesión de la 45.ª Dieta.
Oku Mumeo disolvió la Asociación de las Nuevas Mujeres el 8 de diciembre de 1922 y fundó la Liga de Mujeres el 17 del mismo mes. Con su creciente fama entre los círculos feministas, fue invitada a acudir a Nakano para asistir al Movimiento de Unión de Consumidores de Nakano en 1926. Además de trabajar en el movimiento de defensa de los consumidores, lideró, o al menos se asoció con, diversos movimientos, organizaciones e iniciativas de activismo feminista, como la Asociación de Hogares, la formación de la Unión Cooperativa de Mujeres Consumidoras, la oposición a la disolución de los partidos proletarios y la fundación de asentamientos en el seno del Movimiento de Asentamientos de Mujeres.

### Muerte y legado
Oku Mumeo murió el 7 de julio de 1997 a la edad de 101 años. Gracias a su contribución al activismo en el Japón moderno, las mujeres japonesas conquistaron el derecho de sufragio pasivo y pueden ocupar cargos públicos. Su Asociación de Amas de Casa contribuyó asimismo a mejorar la calidad de la vida en Japón.

## Vida personal
Oku Mumeo se casó con Oku Eiichi, un poeta que nunca consiguió mucho éxito y estaba empleado en el departamento de traducción del Baifunsha de Sakai Toshihiko. Dejó un hijo, Kyōichi Oku, y una hija, Kii Nakamura, quien, al igual que su madre, presidió la Asociación de Amas de Casa.